# Nguyễn Trường Thắng
Nguyễn Trường Thắng (sinh ngày 8 tháng 5 năm 1970) là một tướng lĩnh Quân đội nhân dân Việt Nam, hàm Thượng tướng. Ông hiện là Ủy viên Ban Chấp hành Trung ương Đảng khóa XIII, Ủy viên Quân ủy Trung ương, Thứ trưởng Bộ Quốc phòng, nguyên Tư lệnh Quân khu 7.
Ông từng giữ các chức vụ như Thường vụ Thành ủy Thành phố Hồ Chí Minh, Phó Bí thư Đảng ủy Quân sự, Tư lệnh Bộ Tư lệnh Thành phố Hồ Chí Minh; Sư đoàn trưởng Sư đoàn 5, Quân đội nhân dân Việt Nam.
Nguyễn Trường Thắng là đảng viên Đảng Cộng sản Việt Nam, học vị Cử nhân Quân sự, Cao cấp lý luận chính trị. Ông có sự nghiệp xuất phát điểm từ Quân khu 7, trở thành Tư lệnh Quân khu này sau hơn 30 năm phục vụ, đồng thời là Ủy viên Trung ương Đảng.

## Xuất thân và giáo dục
Nguyễn Trường Thắng sinh ngày 8 tháng 5 năm 1970, quê quán ở phường Định Hòa, thành phố Thủ Dầu Một, tỉnh Bình Dương, Cộng hòa xã hội chủ nghĩa Việt Nam. Ông lớn lên và tốt nghiệp phổ thông ở Bình Dương, nhập ngũ Quân đội nhân dân Việt Nam năm 1988. Ông từng học các khóa học quân sự và tốt nghiệp Cử nhân Quân sự, được kết nạp Đảng Cộng sản Việt Nam trong lúc tại ngũ, từng tham gia khóa chính trị tại Học viện Chính trị Quốc gia Hồ Chí Minh, nhận bằng Cao cấp lý luận chính trị. Bên cạnh đó, ông được cử tham gia Chương trình Bồi dưỡng kiến thức mới cho cán bộ quy hoạch cấp chiến lược khóa XIII của Đảng Cộng sản tại Học viện Chính trị Quốc gia Hồ Chí Minh từ tháng 11 năm 2019 đến ngày 3 tháng 2 năm 2020.

## Sự nghiệp
Năm 1992, sau khi hoàn thành khóa học sĩ quan, Nguyễn Trường Thắng bắt đầu sự nghiệp khi được điều về công tác cho Sư đoàn 5, Quân khu 7. Ông công tác thời gian dài ở đơn vị này, lần lượt là đại đội trưởng, tiểu đoàn trưởng, trung đoàn trưởng rồi Phó Sư đoàn trưởng. Ngày 29 tháng 3 năm 2017, ông được Bộ trưởng Bộ Quốc phòng bổ nhiệm giữ chức Sư đoàn trưởng Sư đoàn 5, Quân khu 7, thay cho Đại tá Phạm Văn Thuận. Sang tháng 10 năm 2018, ông được điều tới Bộ Tư lệnh Thành phố Hồ Chí Minh của Quân khu 7, nhậm chức Tư lệnh Bộ Tư lệnh này, bàn giao từ ngày 31 cùng tháng, thay Thiếu tướng Trương Văn Hai.
Ngày 30 tháng 3 năm 2019, Hội nghị Ban Chấp hành Đảng bộ Thành phố Hồ Chí Minh lần thứ 26, khóa X đã công bố quyết định của Ban Bí thư, chỉ định ông tham gia làm Thành ủy viên, Ủy viên Ban thường vụ Thành ủy Thành phố Hồ Chí Minh nhiệm kỳ 2015–2020. Sang ngày 2 tháng 7 năm 2019, ông được giao thêm vị trí Phó Bí thư Đảng ủy Quân sự thành phố Hồ Chí Minh, được Chủ tịch nước Nguyễn Phú Trọng thăng quân hàm Thiếu tướng vào cuối năm. Ngày 11 tháng 2 năm 2020, Thủ tướng Chính phủ Nguyễn Xuân Phúc bổ nhiệm ông làm Phó Tư lệnh Quân khu 7, Bộ Quốc phòng, bàn giao nhiệm vụ Tư lệnh Bộ Tư lệnh Thành phố Hồ Chí Minh cho Thiếu tướng Nguyễn Văn Nam. Vào ngày 3 tháng 11 năm 2020, Nguyễn Trường Thắng được giao nhiệm vụ phụ trách Tư lệnh Quân khu 7 thay Trung tướng Võ Minh Lương. Tháng 1 năm 2021, ông là đại biểu tại Đại hội Đại biểu toàn quốc Đảng Cộng sản Việt Nam lần thứ 13 và được bầu làm Ủy viên Ban Chấp hành Trung ương Đảng Cộng sản Việt Nam khóa XIII, nhiệm kỳ 2021–2026 vào ngày 30 tháng 1. Ông cũng được chỉ định làm Ủy viên Quân ủy Trung ương nhiệm kỳ 2020–2025. Năm 2023, ông được thăng quân hàm Trung tướng.
Tại Quyết định số 1405/QĐ-TTg ngày 28-6-2025, Thủ tướng Chính phủ Phạm Minh Chính bổ nhiệm đồng chí Trung tướng Nguyễn Trường Thắng, Ủy viên Trung ương Đảng, Tư lệnh Quân khu 7 giữ chức Thứ trưởng Bộ Quốc phòng.
Sáng ngày 14 tháng 07 năm 2025, tại Phủ Chủ tịch, Chủ tịch nước Lương Cường, Chủ tịch Hội đồng Quốc phòng và An ninh, Thống lĩnh các Lực lượng vũ trang nhân dân, chủ trì lễ công bố, trao quyết định thăng quân hàm từ cấp Trung Tướng lên cấp Thượng tướng đối với Thứ trưởng Bộ Quốc phòng Nguyễn Trường Thắng.

## Khen thưởng
- Huân chương Bảo vệ Tổ quốc;
- Huân chương Chiến công;
- Huy chương Quân kỳ quyết thắng;
- Huân chương Chiến sĩ vẻ vang I, II, III;

## Lịch sử thụ phong quân hàm
| Năm thụ phong | 2019        | 2023        | 2025         |
| ------------- | ----------- | ----------- | ------------ |
| Quân hàm      |             |             |              |
| Cấp bậc       | Thiếu tướng | Trung tướng | Thượng tướng |